# Анджела Марсънс
Анджела Марсънс (на английски: Angela Marsons) е английска писателка на произведения в жанра криминален роман, трилър и социална драма. 

## Биография и творчество
Анджела Марсънс е родена през 1968 г. в Брайърли Хил, Уест Мидландс, Англия. След завършване на средното си образование работи 19 години като охранител в големия търговски център Merry Hill в родния си град.
Увлича се по писането на истории още от гимназиалните си години и по-късно продължава да пише като хоби в свободното си време. С подкрепата на приятел решава да опита да преследва писателска кариера и участва в конкурси за писане на „Writer's News“, където успява да спечели и да публикува три разказа. След това чрез програмата Amazon KDP публикува самостоятелно първите си два романа със сюжети в областта на социалната драма и взаимоотношения, които обаче нямат успех. След това тя се насочва към писането на криминалната литература през 2011 г.
Първият ѝ роман „Сподавен писък“ от поредицата „Инспектор Ким Стоун“ е издаден през 2015 г. В сюжета инспекторката Ким Стоун преследва сериен убиец, действал в продължение на десетилетия в дом за деца, но и самата тя трябва да се справи със сенките от собственото си минало. В произведенията си авторката навлиза по-дълбоко в мотивите на убийците и причините каращи ги да вършат ужасни дела. Романите ѝ стават бестселъри и я правят известна.
Анджела Марсънс живее със семейството си в Уест Мидландс.

## Произведения

### Самостоятелни романи
- The Forgotten Woman (2013) – издадена самостоятелно и като „My Name Is“[1][2][3]
- Dear Mother (2014) – издадена самостоятелно и като „The Middle Child“
- If Only (2021)

### Серия „Инспектор Ким Стоун“ (Detective Kim Stone)
- First Blood (2019) – предистория

1. Silent Scream (2015)
Сподавен писък, изд.: ИК „Еднорог“, София (2018), прев. Зорница Русева[6]
2. Evil Games (2015)
Игри на злото, изд.: ИК „Еднорог“, София (2021), прев. Златка Миронова
3. Lost Girls (2015)
4. Play Dead (2016)
5. Blood Lines (2016)
6. Dead Souls (2017)
7. Broken Bones (2017)
8. Dying Truth (2018)
9. Fatal Promise (2018)
10. Dead Memories (2019)
11. Child's Play (2019)
12. Killing Mind (2020)
13. Deadly Cry (2020)
14. Twisted Lies (2021)
15. Stolen Ones (2021)
16. Six Graves (2022)